# Klimek István
Klimek István (1913. április 15. – 1988. november 12.) magyar nemzetiségű román válogatott labdarúgó.
A román válogatott tagjaként részt vett az 1934-es világbajnokságon.